# Роберт Маршалл
Роберт Маршалл (серед колег більш відомий як Боб Маршалл — англ. Robert "Bob" Marshall) (2 січня 1901 — 11 листопада 1939) — американський природоохоронець, один із засновників Товариства дикої природи, підтримав його дії своїм внеском у 400 тис. доларів. Народився в Нью-Йорку, в сім'ї процвітаючого адвоката і філантропа. Закінчив Гарвардський університет, працював у Лісовий службі США. Своїми поглядами сприяв розвитку ідеї дикої природи. Організатор одних із перших в США охоронюваних ділянок дикої природи.
Роберту Маршаллу належить крилата фраза:
|  | У боротьбі з титанічною амбіцією цивілізації щодо підкорення природи на всій землі у нас залишилася лише одна надія. Цією надією є організація натхненних людей, які борються за свободу дикої природи. |

Р. Маршалл відіграв величезну роль в розробці цілої системи аргументації на захист дикої природи. На його думку, велика цінність дикої природи пов'язана з ментальністю людини: дійсно, багато людей тягнуться до вільної природи з причини бажання подолання труднощів, відчуваючи тягу до свободи і спокою. Якщо дика природа зникне, то такі незадоволені люди, на його думку, можуть вдатися до злочинів.
У всіх своїх виступах природоохоронець підкреслював і естетичне значення дикої природи, пейзажі якої можна порівнювати лише з великими творами мистецтва. Одного разу Маршалла запитали: «Скільки територій дикої природи нам потрібно?». На що він відповів: «А скільки нам потрібно симфоній Брамса?». На його думку, природна краса більш значуща, ніж її штучні похідні.
Природоохоронець стверджував, що нам дуже важливо зберегти «явну цінність вічного, загадкового і первозданного… у світі, пригніченому жорстокими графіками та розкладами, точністю і штучною поверхнею».
З метою посилення аргументації захисту ділянок дикої природи Маршалл успішно звернувся до концепції порівняльних цінностей і прав меншин. Демократичне суспільство, як він вважав, повинно поважати бажання тих, хто не може обходитися без дикої природи. Більшість вже має свої готелі і дороги, дикі ж місця з кожним днем стають все більш рідкісними. Багато хто буде, звичайно, вітати їх зникнення. «Але, — каже Маршалл, — в певний момент радість багатьох стає причиною бід небагатьох. Причому перші виграють не настільки багато, щоб через це можна було б пожертвувати благом другого».
Скептикам Маршалл нагадував, що лише меншість відвідує галереї мистецтв, бібліотеки і навчається в університетах. І, все-таки, нікому не приходить в голову зробити з них цирки, закусочні і кегельбани лише тому, що більшості вони не потрібні. Якість має не меншу вагу, ніж кількість, і Маршалл стверджував, що цей принцип однаково можна застосувати й при розгляді земельних питань, пов'язаних з дикою природою.

## Список вибраних праць

### Статті
- The Wilderness as a Minority Right // U.S. Forest Service Bull. −1928. — August 27. — Р. 5-6.
- Forest devastation must stop // The Nation. — 1929. — August 28.
- The Problem of the Wilderness // The Scientific Monthly. — 1930. — February. — Р. 141—148
- A Proposed Remedy for Our Forest Illness // J. Forestry. — 1930. — March.
- The Social Management of American Forests //League for Industrial Democracy. — 1930.

### Книги
- Arctic Village. — New York: The Literary Guild (1933) (reprinted by the University of Alaska Press, Fairbanks, 1991. ISBN 978-0-912006-51-2)
- The People's Forests. (On Forestry in America). — New York: H. Smith and R. Haas. — 1933. (reprinted by the Univ. Iowa Press, Iowa City, 2002. ISBN 978-0-87745-805-0)
- Alaska Wilderness: Exploring the Central Brooks Range / 2nd ed. Berkeley: Univ. California Press, 1970. ISBN 978-0-520-01710-8 :(first published as Arctic Wilderness, in 1956).